# Плотников Іван Васильович
Іва́н Васи́льович Пло́тников (1902, с. Новикове Тамбовської губернії, нині Тамбовської області Росії — 1995) — російський хімік, винахідник. Кандидат технічних наук (1946).

## Біографічні дані
Народився в селянській сім'ї. 1920 вступив до Московського вищого електротехнічного училища, звідки 1921 перевівся до Хіміко-технологічного інституту ім. Менделєєва. 1922 звинувачено в тому, що був «вихідцем з кулацького прошарку», за що його позбавили паспорта та права голосувати. Наприкінці 1922 відновлено в правах.

## Досягнення
Автор понад 200 науково-технічних робіт, отримав 50 авторських свідоцтв, останнє з яких у 81-річному віці.
Найзначніщим винаходом Плотникова є розробка технології виробництва кирзи під час війни з німцями.

## Премії та нагороди
За розробку технології виробництва кирзи разом із групою колег отримав Сталінську премію другого ступеня (постанова РНК СРСР від 10 квітня 1942).
Нагороджено двома орденими Знак Пошани.